# 猶他人
猶他人（英語：Ute），又譯猶特人，是大盆地原住民的一員。多年來，他們居住在今日猶他州和科羅拉多州的地區，以漁獵和採集食物為生。除了在猶他州和科羅拉多州裡面的家鄉地區，他們的狩獵地區還擴展到懷俄明州、俄克拉荷馬州和新墨西哥州。他們還會季節性地去一些在家鄉地區以外的聖地。猶他人亦存在一些靈性和典禮型的習俗。
猶他人在歷史上存在十二個支派，其文化受到鄰近美洲原住民的影響。雖然他們一般以家庭為單位，但到了貿易和儀式的時候，他們就會走在一起。他們都會與其他美洲原住民和普韋布洛人交易。當他們與歐洲人例如西班牙人發生接觸，他們亦與他們貿易。在他們從西班牙人取得馬匹後，他們的生活方式發生了巨變，影響了他們的移動性，狩獵習慣，以及部落的組織。曾經只主要進行防禦的戰士，成為了勇武善戰的騎兵，並且襲擊其他美洲原住民和普韋布洛人。他們的優勢在於坐擁馬匹的數量和他們的騎術，在賽馬期間進行了測試。
自從美國西部在19世紀中期開始由淘金者和定居者居住，猶他人日漸受到趕出祖地的壓力。他們簽署條約保留一些土地並且最終被重置到保留地。在此期間的一些關鍵衝突包括沃克戰爭（1853年），黑鷹戰爭（1865年至1872年）和米克爾大屠殺（1879年）。
他們現在主要住在猶他州和科羅拉多州的三個部落保留地內：猶他州東北部的尤因塔-烏雷；科羅拉多州的南部猶他；以及主要在科羅拉多州，延伸到猶他州和新墨西哥州的猶他山。大多數的猶他人相信都住在這三個保留地的其中一個。猶他州取名於這個民族。

## 詞源
Ute一詞來源不明，而Yuta一詞最先用於西班牙文獻。猶他人自稱nuuchi-u，指人。

## 著名人物
- 黑鷹，黑鷹戰爭 (1865年–1872年)（英语：Black Hawk War (1865–1872)）的領頭人物。
- R·卡洛斯·纳卡利（英语：R. Carlos Nakai），印第安長笛演奏家。
- 烏雷（英语：Ouray (Ute leader)），猶他人酋長。
- 勞烏•特魯吉羅（英语：Raoul Trujillo），舞蹈家，舞蹈指導和演員。

## 延伸閱讀
- Sondra Jones. Being and Becoming Ute: The Story of an American Indian People. Salt Lake City: University of Utah Press, 2019. ISBN 978-1-60781-657-7.
- McPherson, Robert S. (2011) As If the Land Owned Us: An Ethnohistory of the White Mesa Utes. ISBN 978-1-60781-145-9.
- Silbernagel, Robert. (2011) Troubled Trails: The Meeker Affair and the Expulsion of Utes from Colorado. ISBN 978-1-60781-129-9.

## 外部連結
- Ute Tribe of the Uintah and Ouray Agency (Northern Ute Tribe)[永久]
- Southern Ute Indian Tribe
- Ute Mountain Ute Tribe （页面存档备份，存于）
- Ute Tribe Education Department
- Ute article （页面存档备份，存于）, Encyclopedia of North American Indians
- Removing Classrooms from the Battlefield: Liberty, Paternalism, and the Redemptive Promise of Educational Choice, 2008 BYU Law Review 377 The Utes and Richard Henry Pratt （页面存档备份，存于）
- Four Corners Motorcycle Rally （页面存档备份，存于）
- White River/Meeker Massacre （页面存档备份，存于）
- Utah History to Go （页面存档备份，存于）